# Marshfield (condado de Plymouth, Massachusetts)
Marshfield é um lugar designado pelo censo localizado no condado de Plymouth no estado estadounidense de Massachusetts. No Censo de 2010 tinha uma população de 4.335 habitantes e uma densidade populacional de 325,38 pessoas por km².

## Geografia
Marshfield encontra-se localizado nas coordenadas 42° 06′ 08″ N, 70° 41′ 20″ O. Segundo a Departamento do Censo dos Estados Unidos, Marshfield tem uma superfície total de 13.32 km², da qual 13.12 km² correspondem a terra firme e (1.5%) 0.2 km² é água.

## Demografia
Segundo o censo de 2010, tinha 4.335 pessoas residindo em Marshfield. A densidade populacional era de 325,38 hab./km². Dos 4.335 habitantes, Marshfield estava composto pelo 96.75% brancos, o 0.53% eram afroamericanos, o 0.18% eram amerindios, o 0.72% eram asiáticos, o 0% eram insulares do Pacífico, o 0.97% eram de outras raças e o 0.85% pertenciam a duas ou mais raças. Do total da população o 0.92% eram hispanos ou latinos de qualquer raça.